# Deucalione (figlio di Minosse)
Deucalione (in greco antico: Δευκαλίων?, Deukalíōn) è un personaggio della mitologia greca. Fu un re di Creta.

## Genealogia
Figlio del re di Creta Minosse e di Pasifae, fu padre di Idomeneo, di una figlia di nome Creta. Ebbe anche un figlio illegittimo di nome Molo.

## Mitologia
Fu re di Creta fino alla morte e a lui successe il figlio Idomeneo. 

Amico di Teseo partecipò alla caccia del cinghiale calidonio.